# Taba

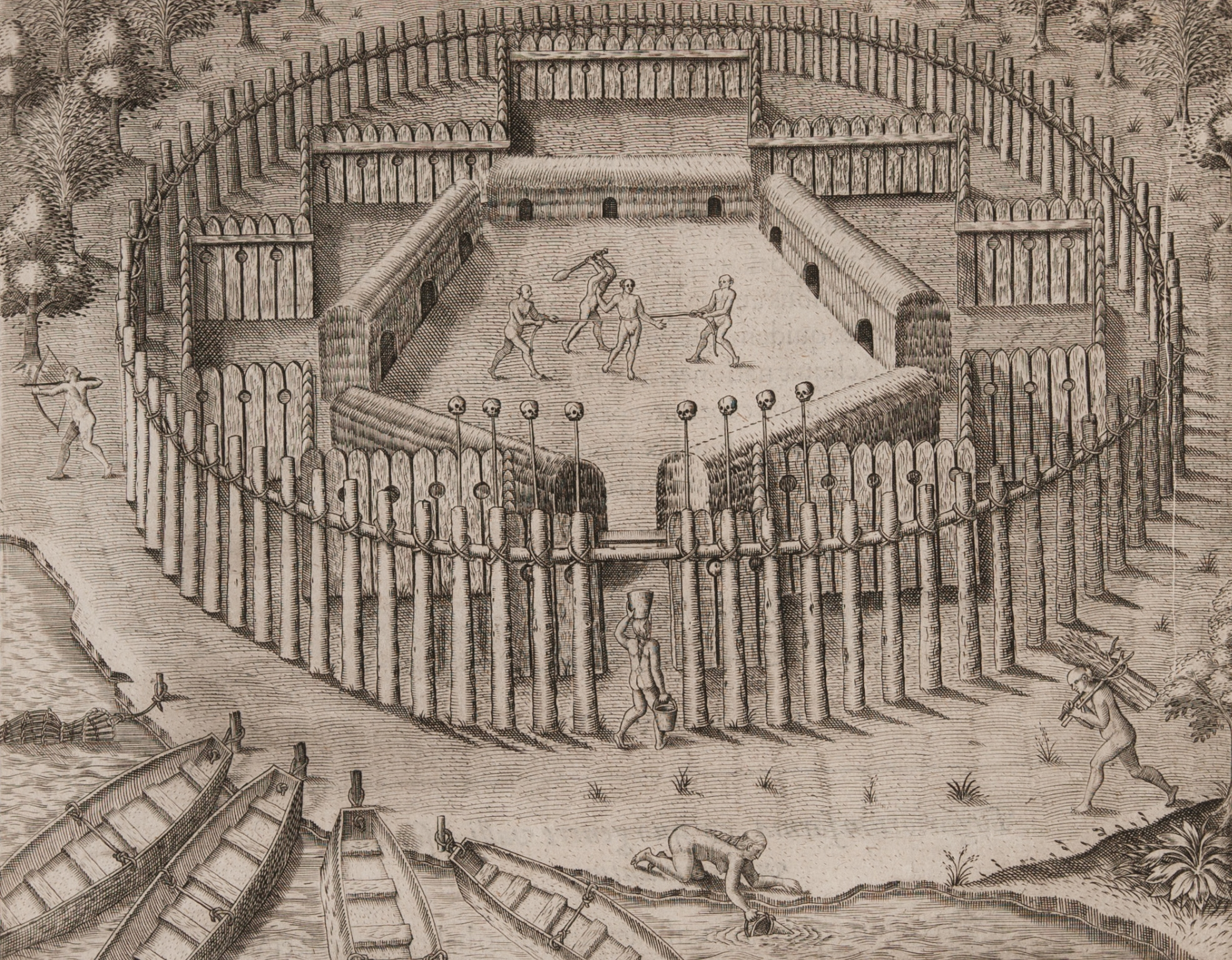
Ilustração europeia de uma taba.

No contexto dos povos tupi-guarani, uma taba compreende um grupo local, comparável a cidades ou vilas, tipicamente compostas de 2 a 4 mil pessoas, mas podendo chegar a até 8 mil. Os tupinambá não colonizados se juntavam em malocas, ou casas grandes, onde vivia uma "família grande" ou "clã", que podia variar de 50 a 850 indivíduos, de acordo com as condições demográficas da taba. Havia tipicamente entre 4 e 7 malocas, ainda que por vezes esse limite era ultrapassado. Este sistema de organização social foi sendo gradualmente abandonado ao longo do contato com a sociedade colonial e colonizada e atualmente existe praticamente imutado em algumas tribos indígenas, enquanto em outras foi grandemente alterado e existe apenas de forma residual.

## Disposição física

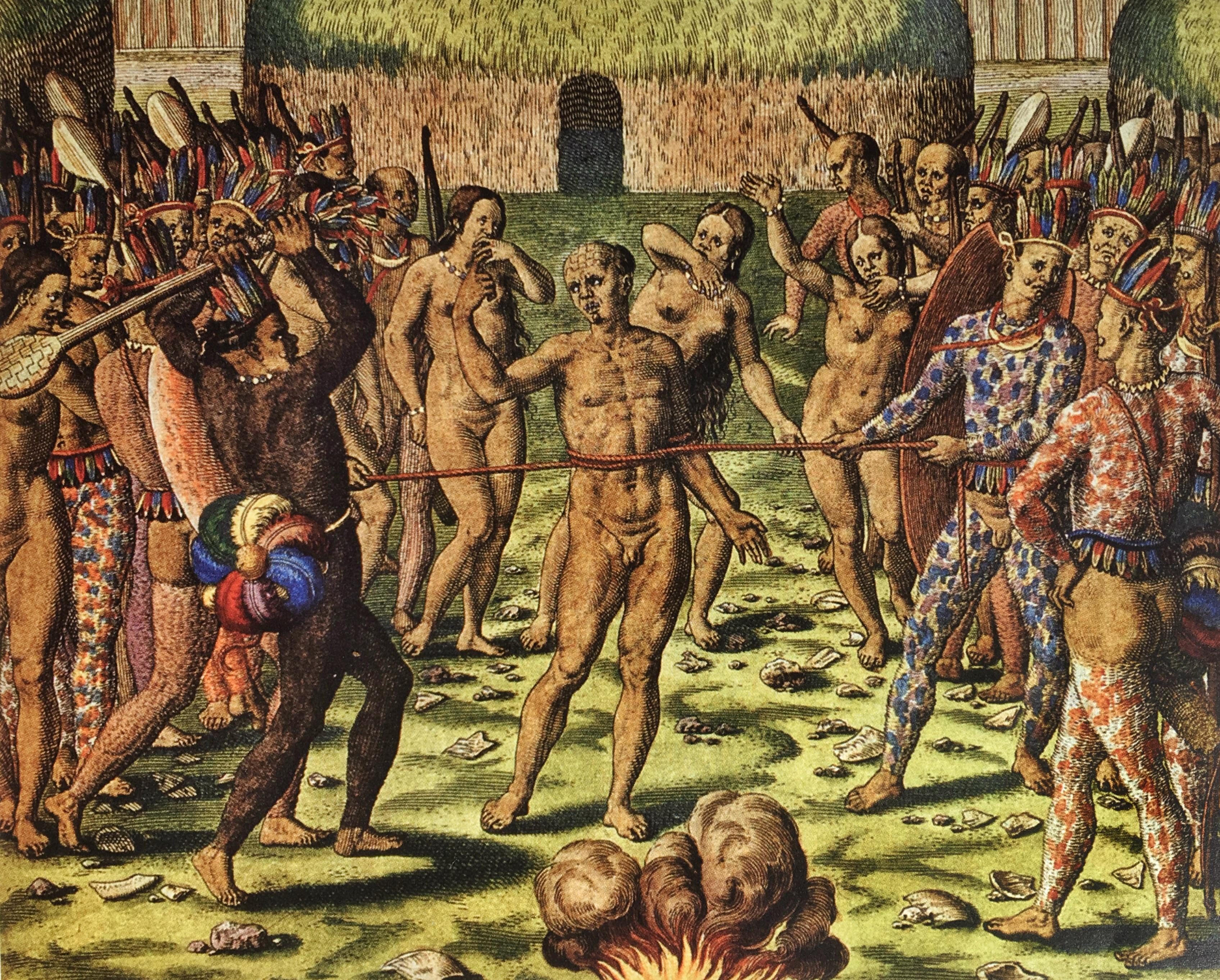
Representação de Theodore de Bry de uma execução de um inimigo na praça central de uma taba tupinambá.

A Taba é formada por malocas dispostas de forma ortogonal, formando uma grande praça central, na qual é utilizada para eventuais atividades diários, ritos, cerimônias e outras práticas culturais, incluindo o ritual antropofágico, nas tribos que o realizavam. As reuniões políticas dos velhos, thuyaue, o grupo social que dominava politicamente as tabas, costumavam acontecer na praça central, nas tabas onde não havia uma construção só para esse propósito.
Podia também haver, além das malocas, edifícios anexos, usados para propósitos específicos ou para abrigar pequenas famílias, ainda que o habitual fosse residir na maloca. Além disso, era comum serem feitas fortificações, muros e barricadas em torno da taba, especialmente em zonas onde a população não se sentisse segura de invasões ou em períodos de guerra.

### A Maloca
A maloca era o centro da vida do tupi-guarani, já que ali se encontrava a sua "família grande" ou "clã", que compunha o centro da vida social de um tupi-guarani, tratando-se de uma sociedade centrada nas relações de parentesco. Portanto, em cada maloca poderia haver entre 50 e 850 indivíduos, normalmente perto de 500. Cada família nuclear, formada de pai, esposa(s), filhos, filhas e genros, tinha um área exclusiva, que não tinha demarcação formal ou paredes para privacidade e onde cada um dormia em sua rede. 
O corredor central era o local onde se preparava os alimentos e toda a estrutura era formada por pilares que sustentam a cumeeira. No término do corredor havia acessos nas extremidades e um acesso no meio da moradia direcionado para o pátio. 
O tipo de oca circular foi muito utilizada pelas tribos Jês e Xavantes.

## Economia
A taba compunha um grupo autônomo, que migrava periodicamente, no caso dos tupinambá a cada 3 ou 4 anos, tipicamente. A população da taba colhia todo o seu sustento da zona de mata em torno da taba, na caça e pesca, e das roças que plantavam e tinham a capacidade de fabricarem para si mesmos os itens de uso pessoal e coletivo, como redes, flechas, arcos e roupas, de maneira satisfatória. Portanto o comércio era bastante limitado, sendo apenas para intens mais supérfluos e de prestígio, como penas de aves raras e pedras de grande qualidade. Desse modo, a taba não dependia de outros grupos para sobreviver.
O motivo da migração periódica era o desgaste do solo, devido à agricultura e, presumivelmente, a diminuição na população dos animais que lhes serviam de alimento. Devido ao desgaste natural das malocas, que eram construídos de materiais que se decompunham (palha, madeira etc), normalmente se aproveitava o momento de reconstruir as malocas para migrar.

## Organização política
A estrutura política da taba não se sustentava por ideias formais como direitos humanos ou leis, mas sim pela tradição. A comunidade via a tradição como uma resposta às instabilidades e os conflitos da vida em sociedade. Afinal, se normalmente vivia-se bem, deveriam continuar a agir como sempre agiram. Com essa prespectiva, o processo decisório não era um de interesses ou de ideologias conflitantes, mas sim de seguir o caminho habitual, o caminho correto, o caminho seguro, o da tradição. Portanto, encontrando-se um conflito imediato ou iminente, via-se o que deveria ser feito de acordo com a tradição. Desse modo, o poder das decisões políticas estava na mão dos que mais conheciam os costumes e as tradições (ou seja, o que foi feito no passado) os velhos. Sendo uma sociedade patriarcal, a classe política ou os "cidadãos plenos" eram os velhos homens, conhecidos como thuyaue. Eram considerados velhos aqueles que tinham mais do que cerca de 40 anos.
A organização política da taba era feita de forma informal, consensual e socialmente restrita. Informal porque não havia leis escritas, mandatos fixos ou eleições diretas, os líderes eram aqueles que, no momento de necessidade, conseguiam obter o maior respeito por parte da população. A política era socialmente restrita pois apenas os thuyaue, os velhos, participavam da decisões políticas ou públicas, como o que fazer com um estranho que chega na taba ou decisões militares. Finalmente, era consensual porque, entre os thuyaue, deveria haver um consenso para ser tomada uma atitude.
Apesar da informalidade as posições de morubixaba, "principal", "cacique", de uma expedição guerreira, a de morubixaba de maloca, ou chefe de maloca, e a do pagy-uaçu, "grande feiticeiro", "pajé", tinham status formal. O morubixaba ou cacique de uma taba ou de uma tribo (confederação de tabas) era o líder militar da taba ou da tribo. Ainda que tivessem imenso prestígio, eles não tinham uma função análoga a um prefeito ou presidente, sendo apenas diretamente responsáveis por liderar os exércitos, sendo a sua influência política apenas como um thuyaue influente. O mesmo se aplicava ao pagy-uaçu, que era um título dado a um homem de conhecimentos mágicos excepcionais. Mais uma vez, a figura do pajé se distancia muito da do padre ou pastor em uma sociedade cristã típica, pois não haviam celebrações como a missa ou culto, e o pajé não era visto como o detentor de conhecimentos mágicos secretos, mas era apenas o melhor nos conhecimentos que já a maioria dos thuyaue já tinham.